# Mirosław Romanowski
Mirosław Romanowski (ur. 1901 na Podolu, zm. 10 listopada 1991 w Kanadzie) – kanadyjski matematyk i metrolog polskiego pochodzenia.

## Z Paryża do Ottawy
Od 14. roku życia mieszkał w Szwajcarii. Jego kariera zawodowa rozpoczęła się w 1929 roku we Francji, gdzie pracował w Międzynarodowym Biurze Miar i Wag (fr. Bureau International des Poids et Mesures). Zdobyte doświadczenie przydało się w nowym kraju osiedlenia, jakim stała się Kanada. W 1948 podjął pracę naukową w Państwowym Komitecie Badań Naukowych (ang. National Research Council), który określany jest jako kanadyjska kuźnia wynalazców. W NRC początkowo dopomógł w powołaniu nowego Wydziału Fizyki Stosowanej. Lata 1958–66 spędził w sekcji Fizyki Cieplnej Ciała Stałego (ang. Heat and Solid State Physics) tego samego wydziału. 
Mimo przejścia na emeryturę nie zaprzestał aktywnej działalności - kontynuował publikacje z zakresu teorii statystycznej, współredagował międzynarodowy żurnal metrologiczny "Metrologia" (do 1980), pracował w federalnym Ministerstwie Spraw Konsumenckich i Przedsiębiorczości (ang. Department of Consumer and Corporate Affairs). Do 1989 pełnił tam funkcję konsultanta w dziedzinie statystyki i metodologii stosowanej przy wzorcowaniu precyzyjnych jednostek miar długości i masy, jakimi miały następnie posługiwać się rządowe instytucje ustalające kanadyjskie standardy i metrologiczne uregulowania prawne.
Zyskał sławę uznanego w świecie metrologa. W 1990 został wyróżniony przez Międzynarodowy Komitet Miar i Wag specjalnie utworzoną nagrodą, upamiętniającą 100-lecie przyjęcia pierwszych standardów metrycznych w roku 1889.
Jego bratem był Świętosław Romanowski (1893–1970), profesor Uniwersytetu Jagiellońskiego, autor podręczników matematyki.

## Medal Romanowskiego
Romanowski mocno wierzył, że naukowcy mają niekwestionowane zobowiązania wobec natury: Musimy ją chronić wszelkimi sposobami i wszelkimi siłami – mawiał. Przejmowała go degradacja środowiska naturalnego i niepokój, iż naukowcy niewystarczająco dbają o poprawę sytuacji, którą oceniał jako fatalną. Mimo tych obaw nie utracił wiary w naukę i pragnął ustanowić nagrodę za badania nad środowiskiem naturalnym, odzwierciedlające jego przekonania.
W dowód uznania wobec zabiegów i zasług Romanowskiego, od 1994 Kanada bije w brązie Medal Mirosława Romanowskiego, który przyznawany jest rokrocznie (wraz z 3 tys. dolarów z funduszu utworzonego przez Romanowskiego) przez Królewskie Towarzystwo Kanadyjskie (ang. Royal Society of Canada) za wybitne dokonania naukowe w dziedzinie ochrony środowiska naturalnego.